# Rołan Bykow

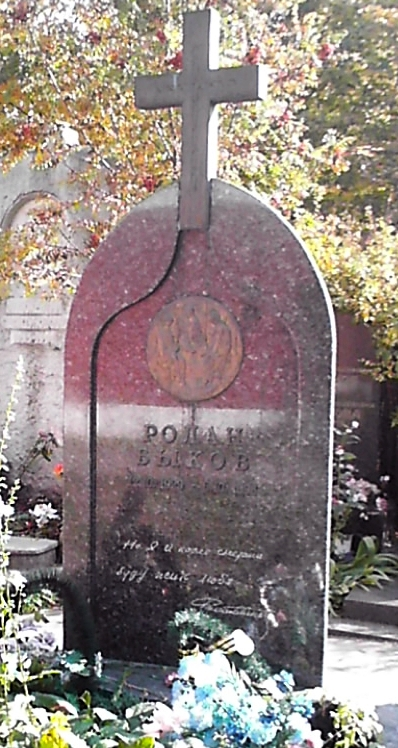
Grób Rołana Bykowa na Cmentarzu Nowodziewiczym w Moskwie

Rołan Antonowicz Bykow (ros. Рола́н Анто́нович Бы́ков; ur. 1929, zm. 1998) – radziecki aktor filmowy oraz reżyser. Zasłużony Artysta RFSRR (1973), Ludowy Artysta RFSRR (1987) i Ludowy Artysta ZSRR (1990).
W 1951 ukończył studia na Wydziale Aktorskim Szkoły Teatralnej im. Szczukina i został aktorem Moskiewskiego Teatru Młodego Widza, a w 1958 reżyserem Leningradzkiego Teatru im. Leninowskiego Komsomołu i kierownikiem teatru studenckiego Moskiewskiego Uniwersytetu Państwowego. Od 1960 był związany ze studiem Mosfilm jako aktor i później reżyser, 1986-1990 był sekretarzem Związku Pracowników Kinematografii ZSRR. W latach 1989–1990 był deputowanym ludowym ZSRR. W 1986 i w 1987 otrzymał Nagrodę Państwową ZSRR, był też laureatem Nagrody Leninowskiego Komsomołu (1967). 5 marca 1973 otrzymał tytuł Zasłużonego Artysty RFSRR, 18 czerwca 1987 Ludowego Artysty RFSRR, a 5 lipca 1990 Ludowego Artysty ZSRR.
Pochowany na Cmentarzu Nowodziewiczym w Moskwie.

## Wybrana filmografia

### Reżyser
- 1962: Siedem nianiek[3]
- 1963: Ciotki na rowerach[4]
- 1975: Auto, skrzypce i pies Kleks
- 1983: Straszydło

### Aktor
- 1959: Szynel[5] jako Akakij Akakijewicz
- 1966: Andriej Rublow jako Skomoroch
- 1967  Komisarz jako Jefim Magazanik
- 1968: Przeciw Wranglowi jako Iwan Kariakin
- 1968: Martwy sezon jako Sawuszkin
- 1971: Korona carów rosyjskich jako łysy „imperator”
- 1971: Próba wierności jako Iwan Łokotkow
- 1975: Auto, skrzypce i pies Kleks jako dyrygent, głuchoniema staruszka, Leonid Łomakin
- 1980: Przygody Ali Baby i czterdziestu rozbójników jako Abu Hasan, władca Gualbadu - herszt rozbójników
- 1983: Straszydło jako dziadek Leny
- 1987: Listy martwego człowieka jako profesor Larson
- 1993: Mam na imię Iwan, a ty Abraham jako Nachman

## Odznaczenia
- Order Za Zasługi dla Ojczyzny IV klasy (1994)[6]
- Medal „Za pracowniczą dzielność” (1967)
- Medal 100-lecia urodzin Lenina (1970)